# Presidência do Conselho Europeu
A Presidência do Conselho Europeu é uma posição na União Europeia, em que quem a ocupa, preside ao Conselho Europeu. A presidência é escolhida pelo próprio Conselho Europeu, com a duração de dois anos e meio, renovável por uma vez.
Com a ratificação do Tratado de Lisboa, que entrou oficialmente em vigor numa cerimónia em Lisboa, no dia 1 de dezembro de 2009, alterou-se a rotatividade da Presidência do Conselho da União Europeia, que passou a ser exercida por uma individualidade escolhida pelos chefes de estado ou de governo dos países-membros, para mandatos de dois anos e meio. Neste cenário, realizou-se em Bruxelas, a 19 de novembro de 2009, uma reunião informal dos governantes europeus, que escolheram para Presidente do Conselho da União Europeia Herman Van Rompuy, até então primeiro-ministro da Bélgica.

## História
O primeiro Conselho Europeu realizou-se em 1961 como uma cimeira informal, mas só se tornou formalizado em 1974. O sistema de presidência foi baseado no da Presidência do Conselho da União Europeia, em que esta é efetuada pelo Estado que detém a Presidência do Conselho. Como o Conselho Europeu é composto por dirigentes nacionais, este é presidido pelo Chefe de Estado ou de Governo da Presidência. Existe uma rotação de seis em seis meses entre os Estados-membros para se definir o novo presidente.
A Constituição Europeia, elaborada pela Convenção Europeia, aponta que o "Presidente do Conselho Europeu" pode substituir o atual papel da Presidência do Conselho Europeu. A Constituição foi rejeitada pelos eleitores durante a ratificação, mas as alterações ao Conselho Europeu, incluindo a posição do Presidente, foi mantida no Tratado de Lisboa, prevista para entrar em vigor em 2009. No entanto, as perspectivas do Tratado de Lisboa ainda não estão esclarecidas após a rejeição do tratado pelos eleitores irlandeses.

## Pré-2009
O papel do Presidente em exercício do Conselho Europeu reunido é realizado pelo Chefe do Governo ou de Estado do Estado-membro que assegura a presidência do Conselho, existindo uma presidência rotativa de seis em seis meses. A ordem de trabalhos das reuniões são definidas pela Presidência, pelo que pode ser usurpada pelo país que exerce a Presidência, empurrando os seus interesses nacionais na agenda. O Estado presidente pode também ter um efeito adicional nas negociações da mesa.
O papel de Presidente em exercício não é equivalente ao mandato de um Chefe de Estado, apenas um primus inter pares (primeiro entre iguais) papel com outros Chefes de Governo europeus. O Presidente em exercício é o principal responsável por preparar e presidir às reuniões do Conselho, e não tem poderes executivos. Ele tem, no entanto, de representar externamente o Conselho e a União e fazer relatórios para o Parlamento Europeu após as reuniões do Conselho e no início e no final da Presidência.

## Eleição
Tal como atualmente proposta, o novo Presidente do Conselho Europeu será eleito por um período de dois anos e meio. A eleição terá lugar por uma maioria qualificada entre os membros do corpo, e o presidente pode ser removido pelo mesmo procedimento. Ao contrário do Presidente da Comissão Europeia, não há aprovação do Parlamento Europeu.

## Funções e competências
O Presidente é em grande parte administrativa na coordenação dos trabalhos do Conselho e organização da reunião, em contraste com a exploração dos poderes executivos. Ele ou ela representa o corpo dentro da União e faz relatórios ao Parlamento Europeu após cada reunião, bem como representa a União em termos de Política Externa e de Segurança, a par do Alto Representante. No entanto, existe uma grande sobreposição entre as funções do Presidente, do Presidente da Comissão e do Alto Representante, nomeadamente em matéria de política externa, deixando alguma incerteza quanto à influência que o Presidente realmente tem. Há ainda preocupações de que o Presidente teria recursos pessoais suficientes para cumprir as suas funções de forma eficaz. Na falta de seu próprio gabinete, o Presidente pode se tornar uma "bola jogada" entre os líderes da UE.

## Combinação
Embora o Presidente não pode exercer um mandato nacional, como um primeiro-ministro de um Estado-membro, não existe essa restrição nos gabinetes europeus. Por exemplo, o Presidente pode ser um MdPE, ou seja, mais notavelmente o Presidente da Comissão (que já está no Conselho Europeu). Isso permitiria ao Conselho combinar a posição, com os os seus poderes, de ambos os órgãos executivos numa única posição presidencial.
Esta situação gera preocupações de que o duplo presidencialismo leve à "coabitação" e lutas entre os dois gabinetes. Embora seja comparável ao modelo francês, onde existe um Presidente (o Presidente do Conselho) e o Primeiro-Ministro (a Comissão Presidente), o Presidente do Conselho não detém poderes formais, como a capacidade de nomear e demitir os outros, ou a capacidade de dissolver o Parlamento. Assim, enquanto o Presidente do Conselho pode ter prestígio, o Presidente da Comissão teria poder, seria a falta de prestígio do antigo. Este problema pode ser aumentado se o Presidente permanente estiver a ser reforçado por um mandato democrático.

## Privilégios
As negociações formais sobre o salário e os privilégios de trabalho começaram em Abril de 2008 como parte do projeto do Orçamento da UE de 2009. As atuais ideias são as de que o Presidente iria receber o mesmo tratamento que o Presidente da Comissão. No que diz respeito ao salário, este seria de 270 mil euros, embora este não será anunciado formalmente antes da realização do novo referendo irlandês sobre o Tratado de Lisboa.
Em termos de outros privilégios, o Presidente iria receber, um carro com motorista e cerca de 20 funcionários dedicados. Ele também teria um subsídio de habitação, em vez de uma residência oficial (a futura sede do Parlamento Europeu e do Conselho, Résidence Palace, foi sugerida), que foi considerado "muito simbólico". Do mesmo modo, a ideia de um avião privado foi também rejeitada por ser simbólico e, como um diplomata assinalou, uma discrepância nos privilégios entre o Conselho e a Comissão só poderão acender uma rivalidade entre os dois.
A possibilidade de o Presidente do Conselho ter maiores vantagens que o Presidente da Comissão Europeia, levou o Parlamento a ameaçar uma rejeição do orçamento de 2009. Ele vê um grande salário e extras como um sinal de que o posto é simbólico.[carece de fontes?]

## Lista de presidentes

### Presidência rotativa
| Ano  | Periodo | Presidente               | Partido Europeu | Partido Europeu                                          | País               |
| ---- | ------- | ------------------------ | --------------- | -------------------------------------------------------- | ------------------ |
| 1975 | Jan–Jun | Liam Cosgrave            |                 | Partido Popular Europeu                                  | Irlanda            |
| 1975 | Jul–Dez | Aldo Moro                |                 | Partido Popular Europeu                                  | Itália             |
| 1976 | Jan–Jun | Gaston Thorn             |                 | Partido da Aliança dos Liberais e Democratas pela Europa | Luxemburgo         |
| 1976 | Jul–Dez | Joop den Uyl             |                 | Partido Socialista Europeu                               | Países Baixos      |
| 1977 | Jan–Jun | James Callaghan          |                 | Partido Socialista Europeu                               | Reino Unido        |
| 1977 | Jul–Dez | Leo Tindemans            |                 | Partido Popular Europeu                                  | Bélgica            |
| 1978 | Jan–Jun | Anker Jørgensen          |                 | Partido Socialista Europeu                               | Dinamarca          |
| 1978 | Jul–Dez | Helmut Schmidt           |                 | Partido Socialista Europeu                               | Alemanha Ocidental |
| 1979 | Jan–Jun | Valéry Giscard d'Estaing |                 | Partido da Aliança dos Liberais e Democratas pela Europa | França             |
| 1979 | Jul–Dez | Jack Lynch               |                 | Aliança para a Europa das Nações                         | Irlanda            |
| 1979 | Dez     | Charles Haughey          |                 | Aliança para a Europa das Nações                         | Irlanda            |
| 1980 | Jan–Jun | Francesco Cossiga        |                 | Partido Popular Europeu                                  | Itália             |
| 1980 | Jul–Dez | Pierre Werner            |                 | Partido Popular Europeu                                  | Luxemburgo         |
| 1981 | Jan–Jun | Dries van Agt            |                 | Partido Popular Europeu                                  | Países Baixos      |
| 1981 | Jul–Dez | Margaret Thatcher        |                 | Independente                                             | Reino Unido        |
| 1982 | Jan–Jun | Wilfried Martens         |                 | Partido Popular Europeu                                  | Bélgica            |
| 1982 | Jul–Set | Anker Jørgensen          |                 | Partido Socialista Europeu                               | Dinamarca          |
| 1982 | Set–Dez | Poul Schlüter            |                 | Partido Popular Europeu                                  | Dinamarca          |
| 1983 | Jan–Jun | Helmut Kohl              |                 | Partido Popular Europeu                                  | Alemanha Ocidental |
| 1983 | Jul–Dez | Andreas Papandreou       |                 | Partido Socialista Europeu                               | Grécia             |
| 1984 | Jan–Jun | François Mitterrand      |                 | Partido Socialista Europeu                               | França             |
| 1984 | Jul–Dez | Garret FitzGerald        |                 | Partido Popular Europeu                                  | Irlanda            |
| 1985 | Jan–Jun | Bettino Craxi            |                 | Partido Socialista Europeu                               | Itália             |
| 1985 | Jul–Dez | Jacques Santer           |                 | Partido Popular Europeu                                  | Luxemburgo         |
| 1986 | Jan–Jun | Ruud Lubbers             |                 | Partido Popular Europeu                                  | Países Baixos      |
| 1986 | Jul–Dez | Margaret Thatcher        |                 | Independente                                             | Reino Unido        |
| 1987 | Jan–Jun | Wilfried Martens         |                 | Partido Popular Europeu                                  | Bélgica            |
| 1987 | Jul–Dez | Poul Schlüter            |                 | Partido Popular Europeu                                  | Dinamarca          |
| 1988 | Jan–Jun | Helmut Kohl              |                 | Partido Popular Europeu                                  | Alemanha Ocidental |
| 1988 | Jul–Dez | Andreas Papandreou       |                 | Partido Socialista Europeu                               | Grécia             |
| 1989 | Jan–Jun | Felipe González          |                 | Partido Socialista Europeu                               | Espanha            |
| 1989 | Jul–Dez | François Mitterrand      |                 | Partido Socialista Europeu                               | França             |
| 1990 | Jan–Jun | Charles Haughey          |                 | Aliança para a Europa das Nações                         | Irlanda            |
| 1990 | Jul–Dez | Giulio Andreotti         |                 | Partido Popular Europeu                                  | Itália             |
| 1991 | Jan–Jun | Jacques Santer           |                 | Partido Popular Europeu                                  | Luxemburgo         |
| 1991 | Jul–Dez | Ruud Lubbers             |                 | Partido Popular Europeu                                  | Países Baixos      |
| 1992 | Jan–Jun | Aníbal Cavaco Silva      |                 | Partido da Aliança dos Liberais e Democratas pela Europa | Portugal           |
| 1992 | Jul–Dez | John Major               |                 | Independente                                             | Reino Unido        |
| 1993 | Jan     | Poul Schlüter            |                 | Partido Popular Europeu                                  | Dinamarca          |
| 1993 | Jan–Jun | Poul Nyrup Rasmussen     |                 | Partido Socialista Europeu                               | Dinamarca          |
| 1993 | Jul–Dez | Jean-Luc Dehaene         |                 | Partido Popular Europeu                                  | Belgium            |
| 1994 | Jan–Jun | Andreas Papandreou       |                 | Partido Socialista Europeu                               | Grécia             |
| 1994 | Jul–Dez | Helmut Kohl              |                 | Partido Popular Europeu                                  | Alemanha           |
| 1995 | Jan–Mai | François Mitterrand      |                 | Partido Socialista Europeu                               | França             |
| 1995 | Mai–Jun | Jacques Chirac           |                 | Independente                                             | França             |
| 1995 | Jul–Dec | Felipe González          |                 | Partido Socialista Europeu                               | Espanha            |
| 1996 | Jan–Mai | Lamberto Dini            |                 | Partido da Aliança dos Liberais e Democratas pela Europa | Itália             |
| 1996 | Mai–Jun | Romano Prodi             |                 | Partido Socialista Europeu                               | Itália             |
| 1996 | Jul–Dez | John Bruton              |                 | Partido Popular Europeu                                  | Irlanda            |
| 1997 | Jan–Jun | Wim Kok                  |                 | Partido Socialista Europeu                               | Países Baixos      |
| 1997 | Jul–Dez | Jean-Claude Juncker      |                 | Partido Popular Europeu                                  | Luxemburgo         |
| 1998 | Jan–Jun | Tony Blair               |                 | Partido Socialista Europeu                               | Reino Unido        |
| 1998 | Jul–Dez | Viktor Klima             |                 | Partido Socialista Europeu                               | Áustria            |
| 1999 | Jan–Jun | Gerhard Schröder         |                 | Partido Socialista Europeu                               | Alemanha           |
| 1999 | Jul–Dez | Paavo Lipponen           |                 | Partido Socialista Europeu                               | Finlândia          |
| 2000 | Jan–Jun | António Guterres         |                 | Partido Socialista Europeu                               | Portugal           |
| 2000 | Jul–Dez | Jacques Chirac           |                 | Partido Popular Europeu                                  | França             |
| 2001 | Jan–Jun | Göran Persson            |                 | Partido Popular Europeu                                  | Suécia             |
| 2001 | Jul–Dez | Guy Verhofstadt          |                 | Partido da Aliança dos Liberais e Democratas pela Europa | Bélgica            |
| 2002 | Jan–Jun | José María Aznar         |                 | Partido Popular Europeu                                  | Espanha            |
| 2002 | Jul–Dez | Anders Fogh Rasmussen    |                 | Partido da Aliança dos Liberais e Democratas pela Europa | Dinamarca          |
| 2003 | Jan–Jun | Costas Simitis           |                 | Partido Socialista Europeu                               | Grécia             |
| 2003 | Jul–Dez | Silvio Berlusconi        |                 | Partido Popular Europeu                                  | Itália             |
| 2004 | Jan–Jun | Bertie Ahern             |                 | União para a Europa das Nações                           | Irlanda            |
| 2004 | Jul–Dez | Jan Peter Balkenende     |                 | Partido Popular Europeu                                  | Países Baixos      |
| 2005 | Jan–Jun | Jean-Claude Juncker      |                 | Partido Popular Europeu                                  | Luxemburgo         |
| 2005 | Jul–Dez | Tony Blair               |                 | Partido Socialista Europeu                               | Reino Unido        |
| 2006 | Jan–Jun | Wolfgang Schüssel        |                 | Partido Popular Europeu                                  | Áustria            |
| 2006 | Jul–Dez | Matti Vanhanen           |                 | Partido da Aliança dos Liberais e Democratas pela Europa | Finlândia          |
| 2007 | Jan–Jun | Angela Merkel            |                 | Partido Popular Europeu                                  | Alemanha           |
| 2007 | Jul–Dez | José Sócrates            |                 | Partido Socialista Europeu                               | Portugal           |
| 2008 | Jan–Jun | Janez Janša              |                 | Partido Popular Europeu                                  | Eslovénia          |
| 2008 | Jul–Dez | Nicolas Sarkozy          |                 | Partido Popular Europeu                                  | França             |
| 2009 | Jan–Mai | Mirek Topolánek          |                 | Aliança dos Reformistas e Conservadores                  | Chéquia            |
| 2009 | Mai–Jun | Jan Fischer              |                 | Independente                                             | Chéquia            |
| 2009 | Jul–Nov | Fredrik Reinfeldt        |                 | Partido Popular Europeu                                  | Suécia             |

### Presidentes permanentes
| N. | Foto              | Presidente                | País     | Inicio          | Fim              | Partido | Partido Europeu | Partido Europeu                                          | Eleição | Refs   |
| -- | ----------------- | ------------------------- | -------- | --------------- | ---------------- | ------- | --------------- | -------------------------------------------------------- | ------- | ------ |
| 1  |                   | Herman Van Rompuy (1947-) | Bélgica  | 1 dezembro 2009 | 30 novembro 2014 | CD&V    |                 | Partido Popular Europeu                                  | 2009    | [ 13 ] |
| 1  | 4 anos e 364 dias | Herman Van Rompuy (1947-) | Bélgica  |                 |                  | CD&V    |                 | Partido Popular Europeu                                  | 2009    | [ 13 ] |
| 2  |                   | Donald Tusk (1957-)       | Polónia  | 1 dezembro 2014 | 30 novembro 2019 | PO      |                 | Partido Popular Europeu                                  | 2014    | [ 14 ] |
| 2  | 4 anos e 364 dias | Donald Tusk (1957-)       | Polónia  |                 |                  | PO      |                 | Partido Popular Europeu                                  | 2014    | [ 14 ] |
| 3  |                   | Charles Michel (1975-)    | Bélgica  | 1 dezembro 2019 | 30 novembro 2024 | MR      |                 | Partido da Aliança dos Liberais e Democratas pela Europa | 2019    | [ 15 ] |
| 3  | 4 anos e 364 dias | Charles Michel (1975-)    | Bélgica  |                 |                  | MR      |                 | Partido da Aliança dos Liberais e Democratas pela Europa | 2019    | [ 15 ] |
| 4  |                   | António Costa             | Portugal | 1 dezembro 2024 |                  | PS      |                 | Partido Socialista Europeu                               | 2024    | [ 16 ] |
| 4  |                   |                           | Portugal |                 |                  | PS      |                 | Partido Socialista Europeu                               | 2024    | [ 16 ] |